# Rue Alfred-Bruneau
La rue Alfred-Bruneau est une voie du 16e arrondissement de Paris, en France.

## Situation et accès
La rue Alfred-Bruneau est une voie publique située dans le 16e arrondissement de Paris. Longue de 110 mètres, elle commence 24, rue des Vignes et finit 3, place Chopin.
Le quartier est desservi par la ligne 9, à la station La Muette et par la ligne C du RER, à la gare de Boulainvilliers et à la gare de l'avenue du Président-Kennedy.

## Origine du nom

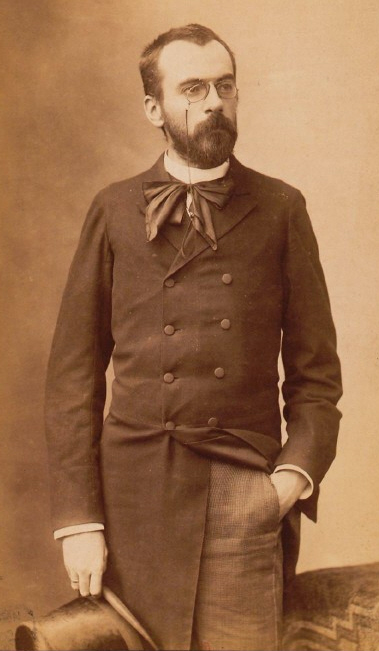
Alfred Bruneau.

Elle porte le nom du compositeur français Alfred Bruneau (1857-1934),.

## Historique
Cette voie est ouverte en 1836, comme les rues Singer, Neuve-Bois-le-Vent et de la Fontaine, sur les terrains des anciennes dépendances du château de Boulainvilliers et de l'hôtel de Valentinois, acquis par l'industriel David Singer.
Située dans le prolongement de la rue de la Fontaine, elle porte également ce nom à l'origine. Elle apparaît ainsi sous cette dénomination sur le plan cadastral de la commune de Passy de 1859. La loi d'extension rattache Passy à Paris en 1860.
La voie prend le nom d'« avenue Saint-Philibert » en 1863, tandis que l'autre tronçon de la rue de la Fontaine est renommé rue Lekain l'année suivante. L'avenue Saint-Philibert est rattachée à la voirie parisienne par un décret du 10 juillet 1924 et prend sa dénomination actuelle par un arrêté du 17 août 1938. Elle est inaugurée le 26 octobre 1938 en présence de la veuve et de la fille d’Alfred Bruneau.
Désormais publique, la rue fut autrefois une voie privée clôturée par des grilles.

## Bâtiments remarquables et lieux de mémoire

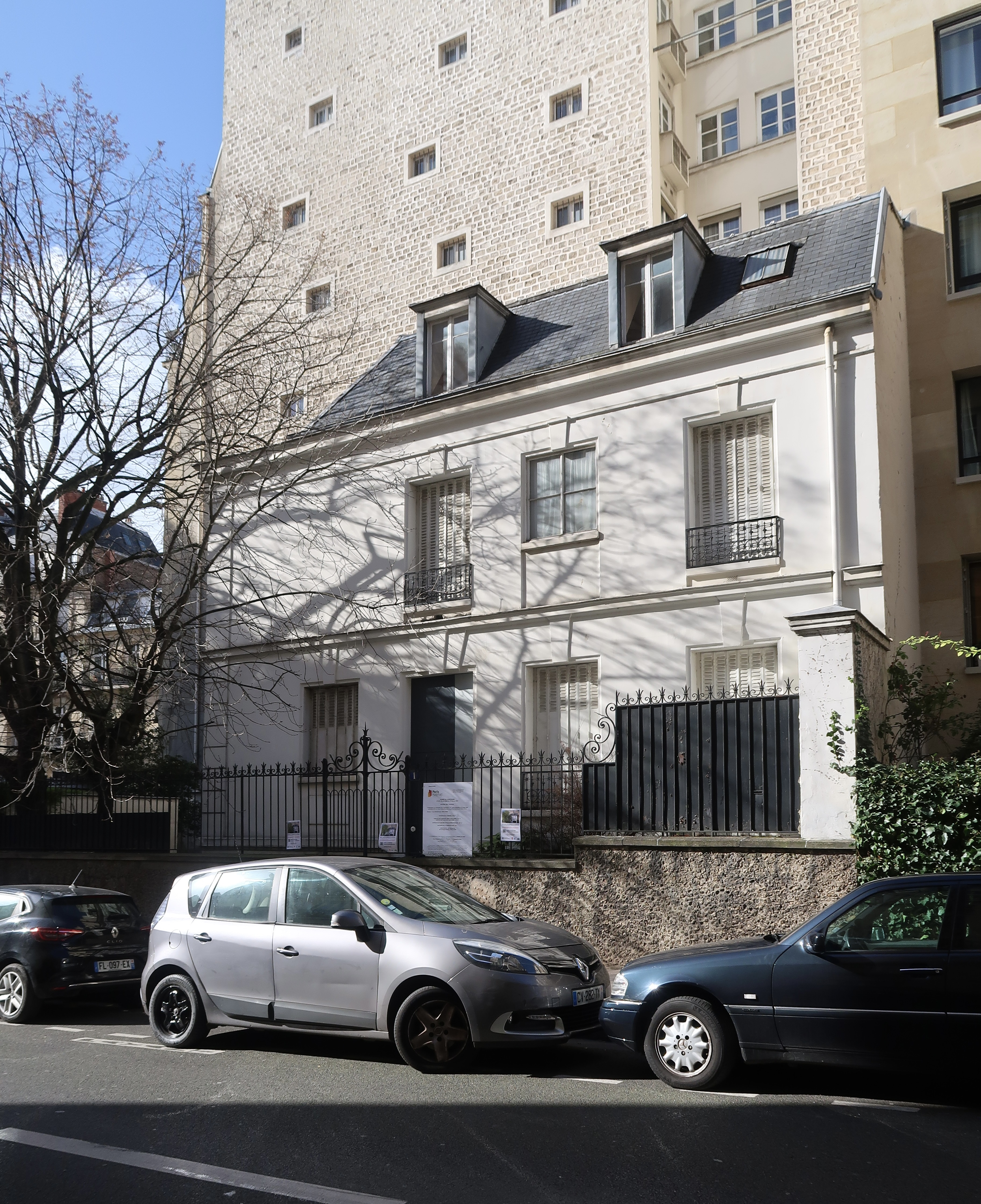
No 1.

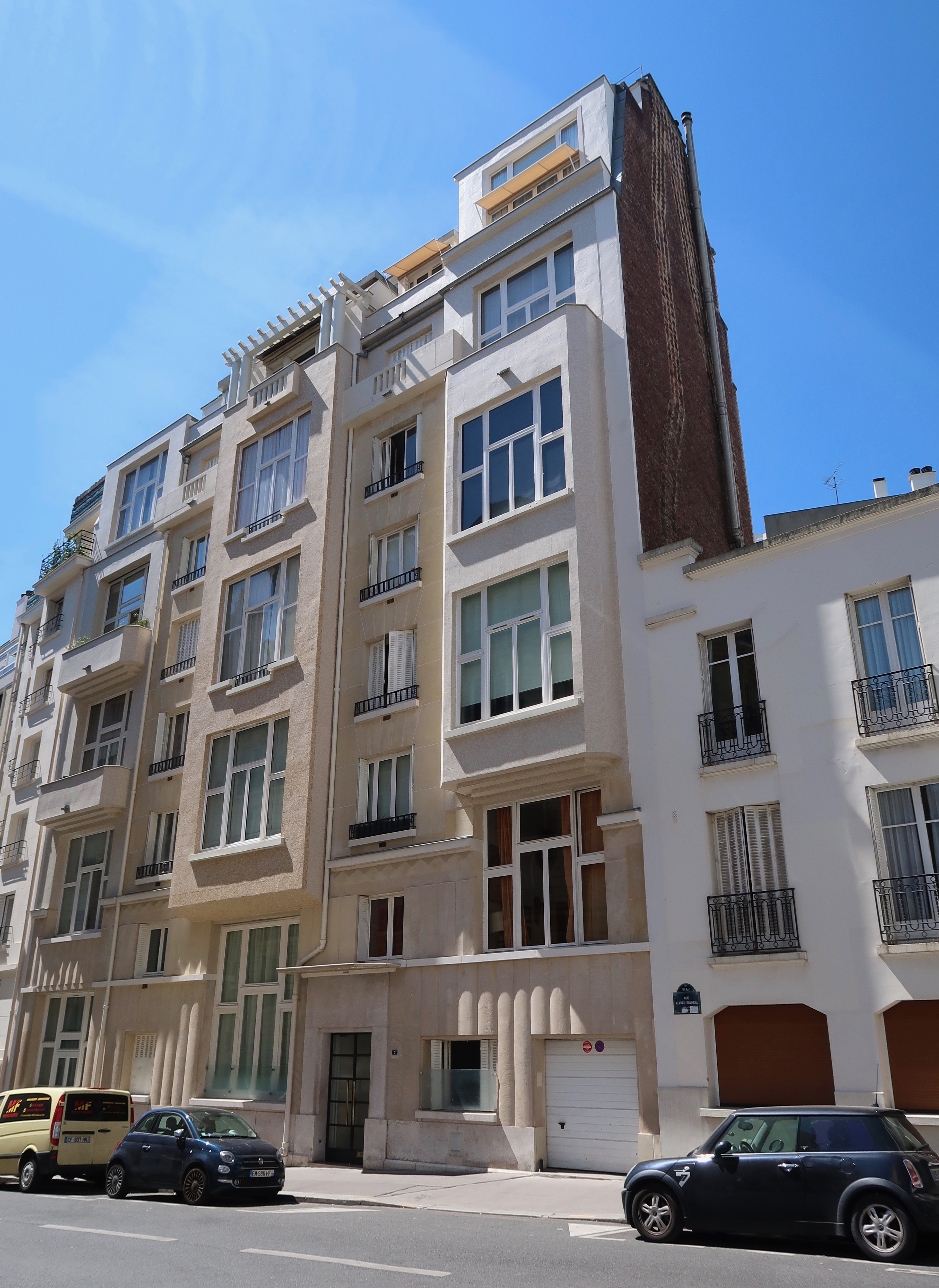
No 7.

- No 1 : maison de 200 m² du XIXe siècle à la façade classique, d'un étage avec des combles, dotée d'un jardin arboré. En février 2021, Paris Habitat obtient le permis nécessaire pour démolir le site et y construire un immeuble de sept étages destiné à abriter des HLM. Un collectif s'y oppose. Soutenu par les associations SOS Paris, France Nature Environnement et le Groupe national de surveillance des arbres, il s'en prend à « la démolition du patrimoine ancien », « l'abattage d'arbres centenaires », « la bétonisation » et la « surdensification »[6],[7],[8].
- No 3 bis : le jurisconsulte Faustin Hélie y vécut de 1859 à 1871[1].
- No 7 : c’est à cette adresse[9], dans un luxueux appartement, que résidait Alexandre Saban, chef du gang des présidents, une bande de malfaiteurs s’étant rendue coupable dans les années 1960 du vol d’une centaine de poids lourds et de 1 500 tonnes de marchandises[10].
- Le scénariste de bande dessinée René Goscinny y vécut.